# Mattia De Sciglio
Mattia De Sciglio (pronunție în italiană [matˈtiːa de ˈʃʃiʎʎo]; n. 20 octombrie 1992, Milano, Italia) este un fotbalist italian, care joacă pe post de fundaș lateral la Empoli în Serie A, împrumutat de la Juventus Torino. Pe plan internațional, are prezențe la națională pentru Italia U19⁠(d), Italia U20⁠(d), Italia U21⁠(d) și Italia.

## Palmares

### Club
Milan
- Supercoppa Italiana: 2011

### Internațional
Italia

### Individual
- Echipa anului în Serie A: 2012-2013

## Statistici carieră

### Club
La 10 februarie 2014.
| Club          | Sezon         | Campionat     | Campionat | Campionat | Coppa Italia | Coppa Italia | Europa  | Europa | Altele  | Altele | Total   | Total  |
| Club          | Sezon         | Divizia       | Meciuri   | Goluri    | Meciuri      | Goluri       | Meciuri | Goluri | Meciuri | Goluri | Meciuri | Goluri |
| ------------- | ------------- | ------------- | --------- | --------- | ------------ | ------------ | ------- | ------ | ------- | ------ | ------- | ------ |
| AC Milan      | 2011–12       | Serie A       | 3         | 0         | 0            | 0            | 2       | 0      | 0       | 0      | 5       | 0      |
| AC Milan      | 2012–13       | Serie A       | 27        | 0         | 1            | 0            | 5       | 0      | —       | —      | 33      | 0      |
| AC Milan      | 2013–14       | Serie A       | 10        | 0         | 2            | 0            | 2       | 0      | —       | —      | 14      | 0      |
| Total carieră | Total carieră | Total carieră | 40        | 0         | 3            | 0            | 9       | 0      | 0       | 0      | 52      | 0      |

### Internațional
La 30 iunie 2013..
| Italia | Italia  | Italia |
| An     | Meciuri | Goluri |
| ------ | ------- | ------ |
| 2013   | 8       | 0      |
| Total  | 8       | 0      |